# Leonardo Bruni
Leonardo Bruni, detto Leonardo Aretino (Arezzo, 1º febbraio 1370 – Firenze, 9 marzo 1444), è stato un politico, scrittore e umanista italiano originario della Toscana, attivo soprattutto a Firenze, nella cui Repubblica ricoprì la più alta carica di governo (Cancelliere) nella prima metà del Quattrocento.
Spesso riconosciuto come il più importante storico umanista del primo Rinascimento, è stato anche indicato come il primo storico moderno. Fu il primo a utilizzare la divisione della storia in tre periodi: Età antica, Medioevo, Età moderna. Sebbene le date utilizzate da Bruni per definire i periodi non siano esattamente le stesse utilizzate dagli storici contemporanei, egli pose le basi concettuali per la divisione tripartita della storia.

## Biografia
Uomo di grande personalità, arguto e forbito parlatore dotato di grande eloquenza, si inserì nella disputa sulla questione della lingua, discussione apertasi con l'avvento della lingua volgare all'interno della lingua in uso - specie in chiave letteraria a quell'epoca. Conobbe Francesco Filelfo ed ebbe come maestro Giovanni Malpaghini. 

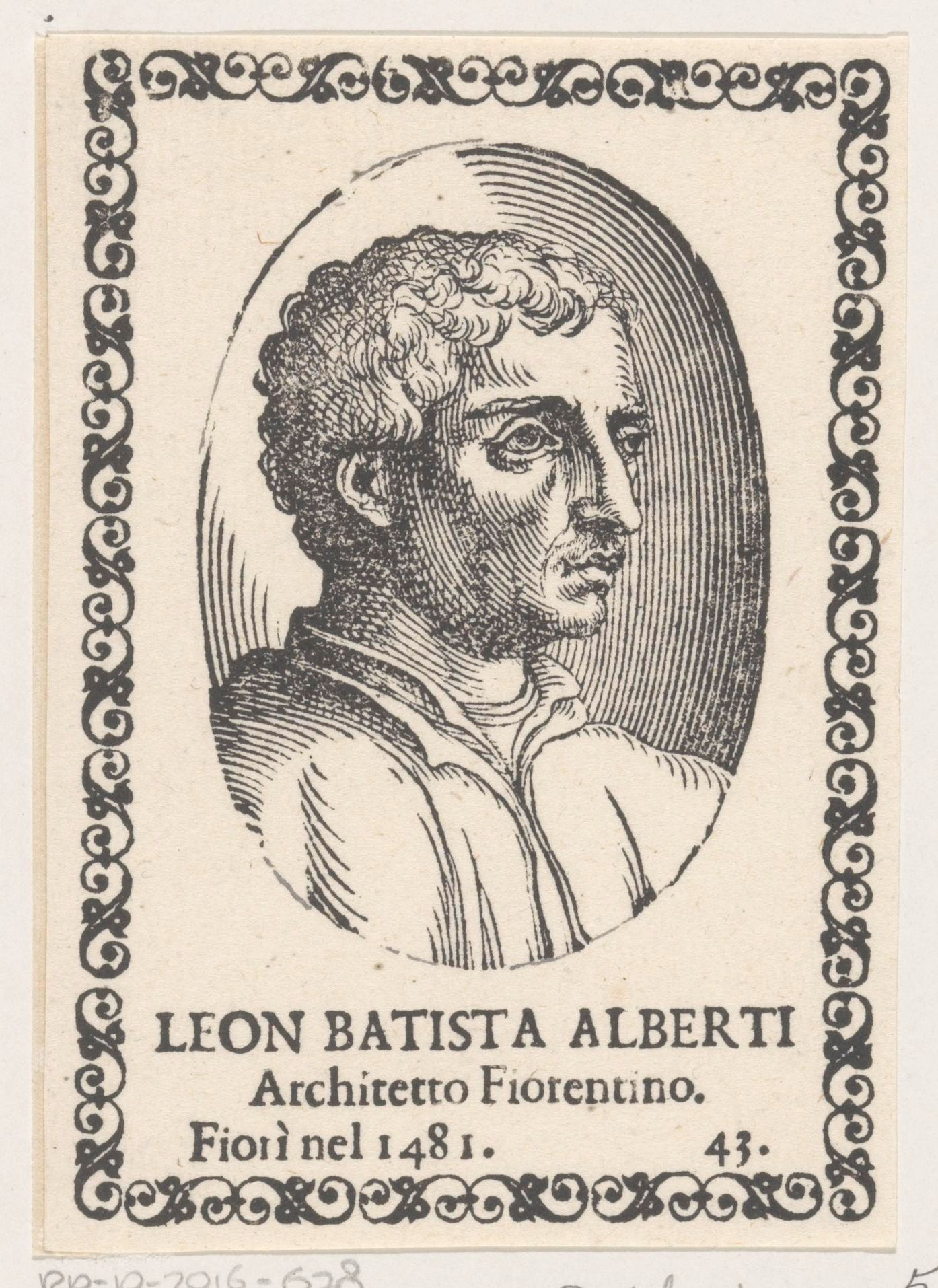
Leon Battista Alberti

Nei suoi studi riscontrò fenomeni di corruzione della lingua latina dall'interno, rilevando ad esempio in Plauto le forme di assimilazione linguistica isse per ipse, oppure colonna per columna; teorizzò quindi che il latino si fosse evoluto dal proprio interno, sostenendo l'esistenza di una diglossia: oltre al latino classico, aulico, sarebbe esistito un livello inferiore, meno corretto, usato informalmente nei contesti quotidiani, da cui provengono le lingue romanze. Oppositore di questa teoria fu Flavio Biondo, il quale sosteneva invece che la causa della decadenza del latino fosse stata l'aggressione esterna dei popoli germanici. Gli studi moderni di linguistica hanno mostrato che le due teorie non sono effettivamente incompatibili e che il latino si è evoluto per ragioni sia interne sia esterne.
Nella prima metà del XV secolo si avevano pareri opposti in merito alla dignità del volgare; intellettuali come Coluccio Salutati e Lorenzo Valla disprezzavano il volgare perché non dotato di norme grammaticali; Leon Battista Alberti e Nicola Cusano, al contrario, si adoperarono molto per far riconoscere il volgare come lingua ricca di dignità nel panorama letterario. Leonardo Bruni concepì il dialogo Ad Petrum Paulum Histrum, nel quale dava la parola a due esponenti dell'umanesimo del periodo: Coluccio Salutati, appunto, e Niccolò Niccoli. Nella finzione letteraria, il primo asseriva che il volgare sarebbe stato degno solo se regolamentato da assiomi linguistici precisi, e si dispiaceva del fatto che Dante non avesse scritto la sua Commedia nel ben più nobile latino; il secondo proponeva una visione ancora più radicale, arrivando a giudicare tre fra i principali letterati italiani - Alighieri, Petrarca e Boccaccio - poco più che degli ignoranti. L'autore difendeva questi ultimi, riconoscendo la grandezza delle loro opere, invece di giudicarli in base alla lingua che usarono.
Rivestono una particolare importanza le opere storiche del Bruni: il Commentarius rerum suo tempore gestarum, pubblicato la prima volta a Venezia nel 1475 e più volte ristampato (recentemente nella nuova ediz. dei Rerum Italicarum Scriptores di Ludovico Antonio Muratori, a cura di C. di Pierro, XIX, III, Bologna 1926), e gli Historiarum Florentini populi libri XII, pubblicati la prima volta con il titolo Historiarum Florentinarum libri XII a Strasburgo nel 1610, ristampati a Firenze nel 1856-60, e criticamente nella nuova edizione dei Rerum Italicarum Scriptores del Muratori (a cura di E. Santini, XIX, 111, Città di Castello 1914, con l'indice alfabetico e cronologico a cura di L. Fanti, Bologna 1926). Gli Historiarum Florentini populi libri XII possono essere considerati la prima opera della storiografia umanistica. In essa Bruni sottolinea la funzione persuasiva ed educativa della storia, maestra di prudenza civile e di saggezza politica. Lo stile storiografico del Bruni fu adottato da molti storici umanisti come Paolo Giovio, Cesare Baronio, Paolo Sarpi e Antonio Possevino.
È celebre una sua epistola in cui delinea princìpi fondamentali dell'umanesimo.
Bruni scrisse anche opere biografiche: la "Vita" di Dante e quella di Petrarca.
È sepolto nella basilica fiorentina di Santa Croce in un monumento realizzato da Bernardo Rossellino.

## Opere
- Leonardo Bruni, Laudatio florentine urbis, 1403-1404 - Elogio di Firenze
- Leonardo Bruni, Dialogi ad Petrum Paulum Histrum, 1401 - Elogio della Firenze letteraria (Dante, Petrarca, Boccaccio)
- Leonardo Bruni, Vita Ciceronis o Cicero novus, 1415
- Aristotele, Ethica nicomachaea (traduzione dal greco), 1416-17
- Leonardo Bruni, Oratio in hypocritas, 1417
- Leonardo Bruni, De primo bello punico (in fiorentino)
- Leonardo Bruni, De interpretatione recta, 1420 circa
- Pseudo-Aristotele, Libri oeconomici (traduzione dal greco), 1420-21
- Leonardo Bruni, Commentarius de bello punico, 1421 (adattamento di Polibio) (versione digitalizzata)
- Leonardo Bruni, De militia, 1421
- Leonardo Bruni, Commentarius rerum graecarum, data incerta
- Leonardo Bruni, Oratio in funere Iohannis Strozze, 1427/1428[9]
- Aristotele, Politica (traduzione dal greco)
- Leonardo Bruni, Commentarius rerum suo tempore gestarum, data incerta (prima edizione a stampa: 1475)
- Leonardo Bruni, De bello italico adversus Gothos, 1442 (versione digitalizzata)
- Leonardo Bruni, Historiae Florentini populi, 1415-1444 circa - prima edizione a stampa: 1610 (versione digitalizzata). L'opera fu tradotta in fiorentino ad opera di Donato Acciaiuoli e uscì a stampa già nel 1473 a Venezia.